# Beltuner
Beltuner est un groupe de jazz musette, swing manouche, tango et folk français, originaire de Paris.

## Biographie
Le groupe est formé en 2001 à Paris par Johann Riche, Arnaud Soidet, Pascal Muller et Nicolas Pautras. C'est avant tout un groupe de scène, leurs concerts (durant parfois jusqu’à 6 heures), la frénésie du corps et des sentiments qu’ils provoquent sont là pour en témoigner.
Très vite, le groupe se fait remarquer par les labels ICI Label et Narguilé Productions, et un premier album de compositions originales est enregistré en avril 2005. Il suscite aussitôt beaucoup de curiosité auprès de divers acteurs musicaux puisque l’enregistrement « live » des différents morceaux traduit merveilleusement l’énergie, la virtuosité et surtout la complicité des musiciens. L’album servira ainsi de parfait tremplin pour le quatuor qui ne tarde pas à enchaîner des tournées à travers l'Europe et le monde, de la Russie en passant par l'Asie, en croisant la route des plus grands comme Biréli Lagrène, Richard Galliano, Sanseverino, Angelo Debarre pour devenir une référence dans le milieu. Il a entre autres participé aux Nuits de Nacre de Tulle en 2005, 2007 et 2008.
Fort de nouvelles expériences et de maturité, le groupe et le Label Narguilé Productions nous offrent en septembre 2008 un deuxième album dans une parfaite continuité, où les rythmes frénétiques et endiablés des accents tsiganes, la « pompe » manouche, le tourbillon de la valse musette et la nostalgie du tango s’accordent avec un univers de fête, d’émotions et d’évasion. Héritiers de Django Reinhardt, Jo Privat, Astor Piazzolla ou Serge Gainsbourg, les musiciens de Beltuner entretiennent et renouvellent dignement l’esprit de ces musiques vivantes et évolutives. À la fin 2009, Arnaud Soidet quitte le groupe, et se fait remplacer à la guitare par Guillaume Juhel pour quelques mois avant que ce dernier n'accompagne la chanteuse Zaz durant sa tournée 2010-2011. Durant cette période, il est à son tour remplacé par Véronique Audin au violon qui sera présente sur scène pendant la tournée 2011. Entretemps, le groupe fait une escale à Moissac pour le Festival Convivencia.
En 2011, le projet Gainsbourg for Ever comprend l'enregistrement d’un album hors-série dédié entièrement à Serge Gainsbourg sa présentation sur scène se fera durant la saison 2011 2012. Le groupe a déjà enregistré le disque l'été de la même année à Saint-Quentin-la-Poterie, accueilli en résidence par l’Office Culturel, organisateur du festival l'Accordéon Plein Pot auquel Beltuner a participé en 2008.
En septembre 2012, le groupe sort son troisième album, intitulé Tout simplement. En 2019, ils sortent une réédition intitulée Promis ! en version remastérisée et en format vinyle.

## Membres

### Membres actuels
- Johann Riche — accordéon
- Pascal Muller — guitare
- Bertrand Allaume — basse
- Mathieu Stora — batterie

### Anciens membres
- Arnaud Soidet — guitare solo (2001—2009)
- Guillaume Juhel — guitare solo (2009—2010)
- Véronique Audin — violon (2011)
- Nicolas Pautras — contrebasse (2001—2017)
- Mickaël Correia — percussions, batterie (2013—2019)